# Daniel Lacalle
Daniel Lacalle Fernández (Madrid, 5 de agosto de 1967) es un economista español. Trabaja como gestor de inversiones y ha sido profesor de economía. Es autor de varios libros de divulgación económica publicados por la editorial Deusto, así como columnista y colaborador en varios medios de comunicación en línea y televisivos. Ideológicamente suele definírsele como liberal conservador, próximo pero no afiliado al Partido Popular, en cuyas listas figuró para las elecciones generales de abril de 2019. Reside en Londres.

## Biografía
Es nieto del militar José Daniel Lacalle Larraga, ministro del Aire durante la dictadura franquista, e hijo del sociólogo José Daniel Lacalle Sousa, autor de varios libros sobre mercado laboral, militante del Partido Comunista de España y responsable de la sección de Economía y Sociedad de la Fundación de Investigaciones Marxistas.
Se licenció en Ciencias Económicas y Empresariales por la Universidad Autónoma de Madrid, y posteriormente completó sus estudios con un posgrado en el IESE Business School de la Universidad de Navarra, el título de analista financiero internacional (CIIA) y un máster en Investigación Económica por la Universidad Católica de Valencia. Dio clases en el máster en Mercados Financieros Internacionales en el Instituto de Empresa (IE Business School).
Su trayectoria profesional comenzó en marzo de 1991 en Repsol, donde estuvo once años y fue responsable de relaciones internacionales y gerente de exportaciones. Posteriormente pasó a Enagás y a ABN Amro, especializándose en energía y petróleo. Reorientó su carrera como gestor de carteras, comenzando a trabajar para el fondo de cobertura Citadel en 2005, y de ahí pasó a Ecofin Limited en 2007 (no confundir con Ecofin). Entre 2014 y 2015 trabajó unos siete meses para PIMCO, uno de los mayores gestores de activos de inversión globales de renta fija, asumiendo una de las vicepresidencias del grupo.
En España es conocido por escribir libros y por su presencia en los medios de comunicación, donde ha defendido el liberalismo económico con medidas como la disminución del gasto público y la reducción de las competencias del Estado, además de la privatización de sectores estratégicos. Sus críticos lo han calificado como «ultraliberal» y «neoliberal» en el plano económico.
Ha sido columnista en el diario digital El Confidencial, firma invitada en El Mundo, y ha publicado artículos de opinión para la prensa extranjera como The Epoch Times, The Commentator y The Wall Street Journal. Además, ha participado en debates de actualidad económica en programas de televisión como La Sexta Noche. 
En 2015 se hizo cargo de un fondo de Tressis Gestión; sin embargo, no alcanzó el monto patrimonial esperado y en sus tres años en funcionamiento dio una rentabilidad por debajo de su índice de referencia, hasta alcanzar números rojos en 2018, cuando la empresa decidió la fusión del fondo con otro. Desde 2017 preside el Instituto Mises Hispano, organización dedicada a difundir en español los contenidos del Instituto Mises, que a su vez promueve los postulados de la escuela austriaca de economía.

#### Participación en política
Durante las elecciones municipales de 2015, la candidata del Partido Popular (PP) a la alcaldía de Madrid, Esperanza Aguirre, anunció que contaría con él como colaborador en materia económica. Sin embargo, no llegó finalmente a ir en las listas electorales.
Desde marzo de 2019 ejerció como asesor en materia económica de Pablo Casado, entonces presidente del PP. Fue incluido en el número 4 de la lista del Partido Popular para las elecciones al Congreso de los Diputados de abril de 2019 por la circunscripción de Madrid. Lacalle resultó elegido diputado, no obstante, renunció a recoger el acta y por tanto a su escaño, según él «después de una meditada consideración».

#### Presunto plagio en la tesis doctoral
El 24 de mayo de 2022 se publicó en el medio elDiario.es un artículo titulado «Daniel Lacalle obtuvo un doctorado 'cum laude' con una tesis plagada de “copia y pega” de textos ajenos y propios», donde se afirmaba que Lacalle había plagiado material ajeno en su tesis doctoral en forma de traducciones y citas defectuosas, gráficos, fórmulas y tablas ajenos, en ocasiones con errores graves, y la incorporación de texto de su propio trabajo de fin de máster, entre otros elementos, apuntando a expertos y catedráticos consultados por la publicación. La tesis fue defendida en 2016 en la Universidad Católica de Valencia San Vicente Mártir. El artículo añadía que uno de los directores que aparecía en las referencias de la tesis, Emilio Ontiveros, no había participado en el proyecto ni había recibido actualizaciones. En el artículo Lacalle niega las acusaciones, afirmando que se trata de una «tesis de divulgación» que informa de los resultados de otros autores, que todo se encontraba correctamente referenciado y que Ontiveros sí había recibido la tesis y había sido invitado a su lectura. El medio publicó asimismo el 31 de mayo una solicitud de rectificación enviada por el mismo Lacalle. No obstante, el 6 de junio el mismo diario publicó otro artículo con el título «Las primeras 70 páginas de la tesis de Daniel Lacalle están copiadas de otros autores», en el que se indicaba que «el primer capítulo de la tesis es un refrito de artículos de siete economistas extranjeros a los que Lacalle traduce con errores y cita de forma irregular», si bien, en el mismo artículo se dice que «Estos autores apenas aparecen referenciados en la introducción de la tesis y en la bibliografía. En esa introducción, Lacalle explica lo siguiente: "Nos haremos servir, en un primer capítulo, de una serie escogida de textos, que nos servirá de literatura base en materia de crecimiento económico y productividad", y después detalla el nombre de esos siete autores y los artículos académicos que más tarde copia. Es en esa introducción, y en la bibliografía final, cuando se cita a estos siete autores: no cuando se usan a lo largo de la tesis sus propias palabras, ecuaciones o tablas».
Por su parte, el medio digital LibreMercado publicó que el director de la tesis, Juan Sapena Bolufer, opina que esto se debe a que se usa parte del trabajo de fin de máster de Lacalle, algo que no era impropio en la época y que los revisores externos «no observaron ninguna irregularidad y se mostraron favorables al depósito de la tesis» El presidente del tribunal de tesis, Domingo Ribeiro, contestó a preguntas de elDiario.es que la tesis «se pasó por el detector de plagios y no se encontró evidencias suficientes de plagio ni de autoplagio conforme dicta COPE» (Committee on Publication Ethics). El 13 de junio El Español publicó que Daniel Lacalle anunciaba que emprendería acciones legales contra elDiario.es por daños contra su honor y elDiario.es publicó una nueva rectificación de Lacalle el 15 de junio de 2022. El 21 de junio, en un nuevo artículo, el diario digital añadió que en la tesis se copió sin citar una publicación no académica de 2009 de los juristas Delves y Patrick de Chicago. Según Libertad Digital el motivo de tales coincidencias se debe a que Daniel Lacalle cita el trabajo de Jensen y Meckling Theory of firm, managerial behavior, agency cost and ownership (1976), obra utilizada por Delves y Patrick.